# Černá Hora (comune)
Černá Hora (in tedesco Schwarzenberg) è un comune mercato della Repubblica Ceca facente parte del distretto di Blansko, in Moravia Meridionale.